# Sony Ericsson P900
Sony Ericsson P900 — трёхдиапазонный мобильный телефон (смартфон) фирмы Sony Ericsson, продолжавший линейку, начатую моделью Sony Ericsson P800. Вышел на рынок в 2004 году. Работал в сетях GSM 900/1800/1900. Аппарат имеет сенсорный дисплей, 16 Мб внутренней памяти, VGA-камеру; работает на операционной системе Symbian 7.0. Имел флип-крышку, на которой помещалась физическая клавиатура QWERTY. 
| Общие характеристики                        | Общие характеристики |
| ------------------------------------------- | --- |
| Диапазоны частот                            | GSM 900, GSM 1800, GSM 1900 |
| Смартфон                                    | да |
| Платформа                                   | UIQ |
| Тип корпуса                                 | с откидной крышкой |
| Антенна                                     | встроенная |
| Вес                                         | 150 г |
| Размеры                                     | 115x57x24 мм |
| Звонки                                      | |
| Тип мелодий                                 | 24-голосная полифония |
| Виброзвонок                                 | есть |
| Редактор мелодий                            | есть |
| Связь                                       | |
| Интерфейсы                                  | IRDA, COM-порт, USB, Bluetooth |
| Доступ в интернет                           | WAP, GPRS, HSCSD, POP/SMTP-клиент |
| Модем                                       | есть |
| Синхронизация с компьютером                 | есть |
| Сообщения                                   | |
| Дополнительные функции SMS                  | ввод текста со словарём, шаблоны сообщений |
| MMS                                         | есть |
| EMS                                         | есть |
| Другие функции                              | |
| Громкая связь(встроенный динамик)           | есть |
| Управление                                  | голосовое управление |
| Автодозвон                                  | есть |
| Звуковая индикация времени разговора        | есть |
| Режимы кодирования звука HR, FR, EFR        | есть |
| Дополнительная информация                   | |
| Комплектация                                | телефон, аккумулятор, сетевое з/у, комплект для синхронизации, портативная hands-free, наручный ремешок, сумочка, 2 пера, карта памяти Memory Stick Duo 32 Mb, переходник для разъёма Memory Stick, диск ПО, инструкция |
| Особенности                                 | слот для карт памяти Memory Stick Duo™, соединенные SMS-сообщения |
| Экран                                       | |
| Тип экрана                                  | цветной TFT экран, 65536 цветов |
| Размер изображения                          | 208x320 пикс. |
| Индикация                                   | времени разговора |
| Мультимедийные возможности                  | |
| Встроенная фотокамера                       | 640x480 (0,30 млн пикс.) |
| Запись видеороликов                         | есть |
| Аудио                                       | MP3-проигрыватель |
| Игры                                        | есть |
| Java-приложения                             | есть |
| Объём встроенной памяти                     | 16 МБ |
| Тип карты памяти                            | Memory Stick Duo |
| Питание                                     | |
| Тип аккумулятора                            | Li-polymer |
| Ёмкость аккумулятора                        | 1000 мАч |
| Время разговора                             | 16 ч |
| Время ожидания                              | 480 ч |
| Время заряда                                | 2 ч |
| Записная книжка и органайзер                | |
| Поиск по книжке                             | есть |
| Обмен между SIM-картой и внутренней памятью | есть |
| Органайзер                                  | будильник, калькулятор, планировщик задач |
| Характеристики смартфона                    | |
| Операционная система                        | Symbian OS 7 |

## Восприятие
По результатам тестов, проведённых изданием Cnet вскоре после выхода модели, телефон получил хорошие оценки: 7 баллов из 10 за дизайн, 8 баллов за функциональность и 8 баллов за производительность — в среднем 7,6 баллов.

## Похожие модели
- Sony Ericsson P800i
- Sony Ericsson P910i
- Sony Ericsson P990i

- Motorola A920
- Motorola A925
- Motorola A1000
- Motorola M1000

- Nokia 6708